# Natale a Londra - Dio salvi la regina
Natale a Londra - Dio salvi la regina è un film commedia del 2016 diretto da Volfango De Biasi e interpretato da Lillo & Greg, Nino Frassica e Paolo Ruffini.

## Trama
Erminio e Prisco sono due fratelli, figli di "Er Duca". Il primo è pronto a fare di tutto per ottenere la riconoscenza del padre, mentre il secondo è un criminale che, dopo la galera, tenta di diventare una persona onesta e per bene. Inventatosi che "Er Duca" fosse sul punto di morte a causa di un infarto, Erminio convince Prisco ad andare a Londra per riscuotere dei soldi che gli doveva 'U Barone. La situazione, però, non è delle migliori, in quanto quest'ultimo aveva sperperato tutto il denaro nel gioco d'azzardo e quindi anche il suo ristorante e sua figlia Anita non se la stavano passando bene. Così per ricavare i soldi necessari a risolvere anche il debito di 'U Barone, il gruppo architetta un piano: rubare i cani della regina Elisabetta e chiedere il denaro per il riscatto.

## Produzione
Molte scene sono state girate a Roma nel parco a tema di Cinecittà World. La strada di Londra dove si trovano i due ristoranti è il viale principale del parco. Alcune scene sono state effettivamente girate nella capitale britannica.

## Distribuzione
Il film è stato distribuito nelle sale cinematografiche il 15 dicembre 2016. Invece il trailer è stato distribuito a ottobre dello stesso anno.

## Accoglienza

### Incassi
Il film ha incassato 4,3 milioni di euro.